# Čestmír Gregor
Čestmír Gregor (14. května 1926 Brno – 2. března 2011 Praha) byl český hudební skladatel, teoretik a publicista.

## Život
Byl synem hudebního skladatele a teoretika Josefa Gregora (1892–1957). Po maturitě na brněnském reálném gymnáziu studoval na brněnské konzervatoři skladbu u Jaroslava Kvapila a hudební vědu na Universitě Jana Evangelisty Purkyně v Brně. Ve studiu skladby pak pokračoval u Kvapila jako mimořádný posluchač na brněnské Janáčkově akademii múzických umění (JAMU).
Žil v Novém Jičíně a zcela se věnoval skladatelské činnosti. Byl tvůrčím tajemníkem pobočky Svazu čs. skladatelů. Od října 1959 pracoval jako vedoucí hudebního vysílání v ostravské stanici Čs. rozhlasu. V roce 1969 dokončil studia kompozice na JAMU, tentokrát již jako řádný posluchač. V roce 1972 musel po politických prověrkách z rozhlasu odejít a dostal roční nepodmíněný zákaz publikování. V roce 1976 přesídlil do Prahy, kde i zemřel.
Jako skladatel byl zpočátku silně ovlivněn klasiky hudby 20. století (Igor Stravinskij) a jazzem. Padesátá léta se svými požadavky socialistického realismu se v jeho díle odrazila v komponování budovatelských písní a estrádních skladeb pro svazácké soubory i v tematice jeho symfonického díla. (Symfonie O slávě našeho života či symfonický obraz Svazačka). V dalších letech se znovu přiklonil k tradici evropské moderny

## Dílo

### Jevištní díla
- Závrať (baletní verze Choreografické symfonie, libreto Pavel Šmok)
- Profesionální žena, opera podle románu Vladimíra Párala
- Horko, aneb jak je důležité umět (v tom) plavat (baletní komedie na libreto Vladimíra Vašuta, 1978)

### Orchestrální skladby
- Čekání (symfonická báseň, 1942)
- Symfonieta (1942)
- Jazzová symfonie (1949)
- Symfonie O slávě našeho života (1950)
- Radostná předehra pro orchestr (1951)
- Český zpěv, kantáta na slova Marie Pujmanové (1951)
- Kdyby všechny dívky světa, symfonický obraz (původní název „Svazačka“,1953)
- Symfonie „Země a lidé“, 1953.
- Výzva, symfonická předehra (1953)
- Jednou z jara navečer, suita pro komorní orchestr (1954)
- Nikdo není sám, rapsodie pro klavír a orchestr (1955)
- Prosím o slovo, symfonická předehra (1956)
- Zlověstná serenáda pro trubku a malý orchestr (1956)
- Tragická suita pro malý orchestr (1957)
- Concerto semplice pro klavír a orchestr (1958)
- Suita pro smyčce (1959
- Polyfonietta pro VSO (1961
- Děti Daidalovy, symfonická báseň (1961)
- Choreografická symfonie (1963)
- Kdyby všichni chlapi světa, symfonická předehra (1963)
- Koncert pro housle a orchestr (1965)
- Symfonie mého města (1973)
- Koncert pro violoncello a orchestr „Kompliment každodenní hudbě“ (1974)
- Symfonietta (1976)
- Pražská noční symfonie (1977)
- Concerto da camera pro klarinet a smyčcový orchestr (1977)
- Koncert pro klavír a orchestr (1979)
- Symfonické metamorfózy na bluesové téma (1986)
- Já na vojnu se dal. Variace na starofrancouzskou baladu pro orchestr (1978)
- ...odešla po špičkách. Portrét s pozadím pro smyčce (1998)
- Evropa, hranice tisíciletí – symfonie (1999)

### Komorní hudba
- Olympia, klavírní suita (1946)
- Experiment, klavírní suita (1946)
- Sonata brevis pro klavír (1946)
- Trio pro flétnu, violu a basklarinet (1959)
- Popelec, suita pro klavír (1962)
- Sonata in tre tempi pro klavír (1966)
- Quartetto primo (I. smyčcový kvartet, 1965)
- Tre movimenti pro klavír (1966)
- Vyhrávanky, klavírní cyklus pro děti (1968)
- Červen, pastorale pro klarinet a klavír (1975)
- Příjemnosti pro housle a klavír (1987)
- Sonáta pro housle a klavír č. 2 (1989)
- Dolce vita, tři skladby pro violu a klavír (1990)
- Důvěrnosti pro housle a violu (1990)
- Tři generace,smyčcový kvartet (1991)
- Hudbánky pro malé pianisty (1993)
- Sonáta pro housle a klavír č. 1 (1998)
- Sonáta pro violoncello a klavír (1999)
- Náklonnosti pro violu a violoncello (2001)
- Sonata in quattro tempi pro klavír (2002)
- Polehčující okolnosti, suita pro klavír (2003)
- Expromptu pro klavír (2005)

### Písně a sbory
- Slunečné přístavy (1944)
- Ty a já, mužský sbor na vlastní text (1970)
- Děti moře, lidová kantáta a capella. Text Saint-Pol-Roux (překlad Karel Čapek, 1975)
- Dvě rozmarné balady pro soprán a klavír (1975)

### Příležitostné skladby
- Písně a sbory pro svazácké a vojenské soubory.
- Estrádní hudba a taneční skladby
- Beaumarchais: Lazebník sevillský (scénická hudba, 1951)
- Josef Kajetán Tyl: Krvavé křtiny aneb Drahomíra a její synové (scénická hudba, 1956)

### Literární dílo
- Miloslav Klega. Tvorba 1953-65 (Ostrava, Janáčkova filharmonie 1966).
- Břetislav Bakala (Hudební rozhledy 5, 1952, č.15).
- Oč mi jde. Autoportrét (Opus musicum 1970).
- Článek k dvacetiletí Janáčkovy filharmonie (Opus musicum 1974).
- Úvahy o melodii (Opus musicum 11, 1979, č. 10).
- Vážná a zábavná (Gramorevue 13, 1977, č. 6, s. 8).
- Úvahy o hodnocení nových skladeb (Hudební rozhledy XLI, 1988, č. 10, s. 472–74).
- Emil Křepelka (Opus musicum 24, 1992, č. 4–5).
- Hledat a nacházet. K nedožitým sedmdesátinám M. Klegy (Alternativa nova Opava, roč. 2, 1996, č. 7).
- Divácká opera (Praha, H&H 1997).
- Kolem 100 rozhlasových pořadů a odborných komentářů.